# Польско-Чехословацкая конфедерация

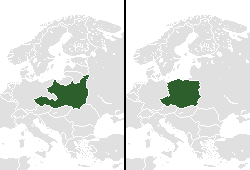
Карта несостоявшейся конфедерации. Слева в довоенных границах, справа в послевоенных.

Польско-Чехословацкая конфедерация — политическая концепция времён Второй мировой войны, которая продвигалась Польским правительством в изгнании. Эта идея была поддержана Британией и должна была стать частью блока стран т. н. «Междуморья». Планы предполагали следующий состав участников конфедерации: Польша, Чехословакия и Венгрия.
Во время Второй мировой войны многие европейские правительства в изгнании предпринимали попытки объединиться в союзы, которые бы дали их странам гарантии экономической и политической безопасности. Идеи вступления в конфедерации и федерации можно найти в программах многих польских политических партий ещё в 20-х и 30-х годах. Аналогичные планы имелись не только в Польше, но и в Чехословакии, Греции и Югославии. Проект Польско-Чехословацкой конфедерации был первым шагом к укреплению польских позиций в Центральной и Восточной Европе.
Согласно данным историков того времени, у этой идеи не было никаких шансов на успех в том числе, из-за просоветской и антипольской политики, которую проводило правительство Чехословакии. Окончательно судьбу проекта решила «большая тройка» — Сталин, Черчилль и Рузвельт. Эти политики не хотели появления ещё одного союза, обладавшего внушительными территориями, как считал генерал Сикорский.

## Провал сотрудничества
Казалось, что совместное подписание протокола о создании польско-чехословацкой конфедерации вызывало большой интерес западных стран. Соединенные Штаты Америки и Советский Союз были обеспокоены решением премьер-министра Польши присвоить себе право решать судьбу Центральной и Восточной Европы.
Американцы выразили обеспокоенность тем, что сепаратистские шаги премьер-министра Польши могут испортить отношения с Советским Союзом в случае исполнения ожиданий поляков и, следовательно, приведут к пагубным последствиям для СССР. Американские политики не хотели считаться с ещё одним узурпатором европейских территорий.
Больше всего учитывались интересы и потребности Советского Союза. СССР ещё не разработал собственную политическую точку зрения на страны Центральной и Восточной Европы, но он был полон решимости сохранить все свои территориальные приобретения и не потерпит такого рода решения независимого чехословацко-польского правительства.
Такое отношение было обнаружено в ряде дипломатических нот и запретов, касающихся конфедерации двух государств, которые Кремль предъявил Бенешу 16 июля 1942. Бенеш пытался спасти положение ещё не установленных советско-польско-чехословацких отношений, но безрезультатно.